# Будинок з лілеями
«Будинок з лілеями» — російсько-український мелодраматичний телесеріал режисерів Володимира Краснопольського і Валерія Ускова. Прем'єрний показ відбувся в Україні на каналі «Інтер» 31 березня 2014 року. В Росії прем'єра відбулася на «Першому каналі» 6 жовтня 2014 року. Автори картини описують свій телесеріал як «сімейну сагу».

## Сюжет
1946 рік. З війни повертається Михайло Іванович Говоров і привозить в свою сім'ю незаконнонароджену дворічну доньку Лілю, матір якої, фронтову медсестру Тасю, він вважає померлою. Говоров наполягає, щоб його жінка Маргарита виховувала дівчинку як рідну, однак вона не приймає Лілю. Фронтовий товариш Говорова Дементій Шульгін допомагає йому влаштуватися на работу і знаходить для його сім'ї будинок «з лілеями», на який, по легенді, накладено прокляття: одна з минулих його мешканок повісилася на горищі через нещасне кохання, де її прах скоро ж і замурували в стіну. За повір'ям, з тих пір на клумбі коло будинку квітнуть дивовижні лілеї, а примара їх господині спускаєтся до них вночі при місячному сяйві. В перші місяці життя Ліля пережила шок, і через це не говорила аж до двох років, а заговорила, лиш тоді, коли злякалася вибухів від розмінування поля, і першим її словом було — «страшно». В подальшому у Лілі збереглась астматична гіпервентиляція, і вона при кожному, хоч і маленькому хвилюванні, починала задихатися.
Проходять роки. Говоров іде на підвищення по службі, пов'язаної з партійною діяльністю, і вже скоро займає місце самого Шульгіна, якого раптово репресують. Після смерті Сталіна, Шульгіна випускають, але разом з цим знаходиться і справжня мати Лілії — Тася, яку Говоров недовго думавши влаштовує до себе в дім в якості нянечки для дітей. Між нею і Маргаритою складаються тяжкі відносини, які основані на ревнощах до чоловіка. Ліля росте біля своєї справжньої матері, і не здогадується про це. Шульгін вирішує зробити пропозицію руки і серця Тасі, але вона погоджується лише при одній умові: коли Лілі виповниться 16 років, вона розкриє їй таємницю, і після покине будинок разом з Шульгіним, вийшовши за нього заміж. Але в переддень свого шістнадцятиріччя Ліля застає батьків в обіймах один одного і вимагає щоб Тася покинула будинок. Перед тим як Тася піде, вона залишає дочці записку з висвітленням правди. За іронією долі, записку знаходить Маргарита, але Лілі її так і не передає. Тим часом Говоров шукає управу на свого сина Котю (Костянтина), якому набридають повчання батька, і він йде служити в льотчики. Ліля ж ревнує Сергія Морозова, свого друга дитинства і племінника домашньої робітниці Варвари, до коханої дівчини, з якою він разом повертається з цілини. Для самого Сергія Ліля не більше чим дитина, і через різницю у віці між ними, бути нічого не може. Тим більше, скоро виявилося, що Сергій на цілині займався доносами на товаришів, і Лілія в результаті відмовляє йому.
Через чотири роки Ліля в інституті знайомиться з периферійщиком на ім'я Родіон, який закохується в неї і починає залицятися. Справа наближається до весілля, але Михайло, тільки що сам пережив розлучення з Ритою, налаштований категорично проти такого шлюбу. Зірване весілля вдається відновити тільки Тасі, яка приїхала до Говорова з ціллю його переконати. На весіллі Ліля нарешті дізнається правду про своє народження і приймає Тасю як матір. В цей же час Рита зі злістю відштовхує свою нерідну дочку, обізвавши її «дочкою кухарки». Шульгін незадоволений своєю жінкою, яка все ще не має до нього теплих відчуттів, але ситуація змінюється, коли він потрапляє в лікарню через нещасний випадок. Родіон дізнається, що Ліля вагітна, і він шалено радіє. Через декілька місяців до нього приїжджає земляк з села і нагадує Роді про його перший шлюб з односелицею, від якого у них вже є донька, Катя. Коли Говоров дізнався, що Родя обманув Лілю і оженився вдруге, підробивши паспорт, Михайло скаженіє і примушує того публічно розвестися зі своєю першою дружиною. Ліля довідується про це вже після пологів і хоче розлучитися з Родіоном, але Михайло вимагає зберегти шлюб, перехвачує дочку при спробі втечі, і вона опиняється в психлікарні. Родіон з новою нянею беруться виховувати їхню з Лілею доньку Кіру. Але навіть коли Ліля приходить в себе, не вибачає Родіона, і вони живуть в різних кімнатах протягом десяти років.
В середині 1970-х Родіон займає високу партійну посаду, на яку його притягнув за собою Говоров (сам же Михайло тепер — перший секретар обкому КПРС). Ліля працює завідувачкою літературно-драматургічної частини (завлітом) в театрі, і десятирічна Кіра — єдине, що тримає їх разом. Але в житті Лілі скоро з'являється нове кохання: актор зі світовим іменем Герман Ареф'єв, роман з яким трапився зовсім випадково. Старша донька Роді, яка приїхала в гості в будинок з ліліями, скоро дізнається про їх таємний зв'язок і через ревність повідомояє про це батькові. Родіон знаходиться на грані кризу, бо він всі ці роки намагався налагодити сімейні відносини з Лілею. За його ініціативою Ареф'єва кидають за ґрати. Родіон дає Ареф'єву вибір: п'ять років в'язниці чи геть з СРСР. Не дивлячись на те, що актор обирає перше, його насильно вивозять в аеропорт і саджають на рейс до Лондону. Ліля тим часом дізнається, що знову вагітна, але на цей раз вже від Ареф'єва. Родя вирішує зберегти майбутню дитину, відмовляє Лілю від аборту і приймає дитя як своє. В результаті в них народжується донька Аріна, ім'я якій Ліля дає в пам'ять про улюблене жіноче ім'я Ареф'єва. В цей час Костянтин розбивається при польоті над Близьким Сходом, і Говорова навідує Маргарита, яка перша дізналася про це. Вона плаче і звинувачує батька в тискові на «неправильного» сина і бажає йому самому смерті.
Через п'ять років до театру Лілії приходить запрошення на гастролі по Великій Британії. Дізнавшись про це, Герман, який тепер працює на радіостанції «BBC» в Лондоні, пише Лілі листа з ціллю зустрітися. Лист цей передає Лілі ні хто інший, як Сергій Морозов, її перше кохання, нині радянський журналіст, який пише статті про російських емігрантів, який недавно брав інтерв'ю у Германа. Не знаючи нічого про Ареф'єва, Родіон допомагає театру виїхати у Велику Британію, але поїхати з ними сам відмовляється. Ліля з Арішою зустрічаються з Германом, і скоро Ліля вирішує, що залишиться в Лондоні назавжди. Дізнавшись про це, Родіон впадає в депресію і п'є, а Говоров, який в результаті еміграції дочки лишився посади в Політбюро, звинувачує свою дочку в зраді і в тому, що вона покинула шістнадцятирічну Кіру. Скоро будинок пустіє, Родю за алкоголізм знімають з посади, і він повертається в село. До Кіри, яка залишилася одна, приїжджає Катя, щоб вступити в інститут, і влаштовує вечірку під Новий рік. На вечірці Кіра знайомиться з капітаном КДБ Єгором, а також з англійцем Ендрю Джеймсом який виявляється британським шпигуном. Єгор, користуючись коханням до себе Кіри, просить її допомогти заманити Ендрю в капкан, але він навіть і не підозрює, що той виявиться насильником, чиєю жертвою стане сама Кіра. Єгор не може пробачити собі цього і вирішує піти з органів, благаючи відрядити його «туди, де не виживають» — в Афганістан. Кіра ж дізнається, що вагітна від Ендрю, але Катерина переконує її позбутися дитини в «лівій» клініці. В результаті Кіра стає безплідною. Страждаючи від скоєного нею гріха, вона йде в жіночий монастир.
Через два роки Ліля розуміє, що скоїла велику помилку: Герман більше не кохає її і перетворюється в наркомана. Ліля вирішує піти від Ареф'єва. Допомагає їй в цьому Сергій, який знаходить для неї окреме житло, і час від часу навідує своє колишнє кохання. Але коли з'явилась можливість повернутися додому, Ліля дізнається, що Герман хворий СНІДом. Свої останні дні він проводить коло Лілі і Аріші, яким заповідає нажиті за свою кар'єру гроші. У Тасі помирає Дементій, і вона повертається жити в Будинок з ліліями до Михайла, який тепер вже на пенсії. Разом вони переживають перебудову Радянського Союзу. Говорову доводиться пробачити і прийняти свою дочку назад в сім'ю, коли Ліля повертається в СРСР, але зробити це дуже непросто. Сергій по одному з фоторепортажів свого колеги знаходить Котю, який, як виявилося, вижив після аварії, але тимчасово втратив пам'ять і попав в рабство, а тоді довгий час жив в США під другим ім'ям. Костянтин дізнається, що його мати Маргарита померла через деякий час після того, як почула дурну звістку. В день розпаду СРСР (25 грудня 1991 року) Костянтин повертається в будинок з ліліями. Сім'я Говорових тепер знову разом, і Михайло запрошує Родіона назад в будинок. Родя надіється на примирення з Лілею, але, зрозумівши, що тепер у Лілі склались відносини з Сергієм, дає згоду на розлучення. Пізніше він розповідає вже дорослішій Аріні про її справжнього батька, а також про те, що Герман насправді заповідав все своє майно їй, а не Лілі. Перед одруженням Сергія і Лілії Говоров признається дочці, що Сергій не співпрацював з МДБ. За чистої випадковості, після того, як Ліля попала в аварію, Кіра, яка відвідувала свою матір в лікарні і вперше вийшовши з монастиря, знаходить Єгора. Він весь в шрамах і паралізований. Кіра приймається доглядати за ним, підіймає його на ноги і піклується. Але в їхні відносини скоро вмішується мати Єгора, яка вважає, що Кіра покалічила її сина, і починає всіляко їй перешкоджати. Єгору доводиться відмовитися від своєї матері, і він також переїжджає жити в Будинок з ліліями.
Картина закінчується в 1995 році, коли всі благополучно святкують сторіччя будинку, а Михайло нарешті пропонує руку і серце Тасі.

## Історія створення
Основні зйомки проходили в Києві, деякі сцени були зняті в Лондоні.
Режисер Володимир Краснопольський про серіал: «Дія фільму охоплює майже 60 років. Події розгортаються в важкий післявоєнний час. За сюжетом вийшов не любовний трикутник, а справжній квадрат. Головний герой повертається з війни до дружини і дітей, а в цей час знаходиться його позашлюбна дитина від фронтової подруги, та й сама жінка з'являється в їхньому будинку в якості домогосподарки. Атмосфера напружена до межі. Акторам є, де розгулятися».

## Нагороди
Переможець в трьох номінаціях на XIII Всеросійському кінофестивалі «Віват кіно Росії!»: «Кращий серіал», «Кращий актор» (Сергій Маховиков), «Краща актриса» (Дарина Мороз).

## У ролях
| Актор               | Роль                                             |
| ------------------- | ------------------------------------------------ |
| Сергій Маховиков    | Михайло Іванович Говоров                         |
| Дарія Мороз         | Тася мати Лілі                                   |
| Олеся Судзіловська  | Маргарита Василівна дружина Говорова             |
| Микола Добринін     | Дементій Харитонович Шульгін друг Говорова       |
| Ганна Горшкова      | Лілія донька Говорова                            |
| Денис Матросов      | Родіон Камишев чоловік Лілії                     |
| Олена Радевич       | Ліля в 16—18 років                               |
| Михайло Пшеничний   | Костянтин (Котя) син Говорових                   |
| Олексей Фатєєв      | Сергій Морозов                                   |
| Євгеній Князєв      | Герман Ареф'єв актор                             |
| Дарина Баранова     | Кіра донька Лілі і Родіона                       |
| Валентина Лукащук   | Катя донька Родіона                              |
| Ніна Касторф        | Варвара нянечка Лілі                             |
| Михайло Жигалов     | Єгорович водій Говорова                          |
| Віктор Раков        | Мирон Поліщук співробітник МДБ                   |
| Борис Хімічев       | Іван Ілларіонович Ростопчин лондонський видавець |
| Дінара Янковська    | Дінара кохана Сергія                             |
| Дарина Боцманова    | Аріша донька Лілі і Ареф'єва                     |
| Кирило Запорожський | Єгор Ковальов капітан держбезпеки                |
| Сергій Баталов      | Гаврило Петрович родич Родіона                   |
| Сергій Детюк        | нотаріус                                         |
| Дмитро Усов         | Петруччо, студент                                |